# 加地倫三
加地 倫三（かぢ りんぞう、Rinzo Kadi、1969年3月13日 - ）は、日本の演出家、テレビプロデューサー。テレビ朝日役員待遇ビジネスソリューション本部コンテンツ編成局制作1部所属のエグゼクティブ・プロデューサーとして、『アメトーーク!』『ロンドンハーツ』などのプロデュースや演出を担当している。

## 来歴
神奈川県横浜市出身。神奈川県立港北高等学校、上智大学外国語学部卒業。
高校の同期生に女優の富田靖子がいる。1992年に上智大学からテレビ朝日へ新卒入社しスポーツ局配属となる。以後4年間はスポーツ番組担当として『ワールドプロレスリング』ディレクター、『全日本大学駅伝大会』総合演出等を経験した。
1996年からは編成制作局に異動してバラエティ番組の制作に携わる。バラエティでのADからディレクター時代にかけては『Q99』や『ナイナイナ』を手掛け、ナインティナインと深いかかわりを持つ。その後『ナイナイナ』のプロデューサーであった板橋順二が『ロンドンハーツ』もプロデュースすることになり、板橋に引っ張られる形で『ロンハー』を担当することになった。当初、別の大型バラエティ番組と『ロンハー』とで加地のドラフトが行われたが、平城隆司（現静岡朝日テレビ代表取締役社長）が間に入り、加地本人にその選択を任せたという。
2003年には『アメトーーク!』を放送開始。『ロンハー』がスタッフとして呼ばれたものであるのに対し、『アメトーーク!』は自ら立ち上げを担当した最初のレギュラー番組となる。
近年では『ロンハー』にて出川哲朗のプロポーズや青木さやかの恋人企画などを演出、『アメトーーク!』では従来になかったマニアックな切り口を浸透させた。近年好調なテレビ朝日の旗手であり、日本のバラエティ番組をけん引する存在である、と評される。早河洋代表取締役会長からの信頼も厚く、「彼には好きにやらせてあげなさい」というバックアップがついているという。
2010年7月からはゼネラルプロデューサーに昇格。ただし昇格後も『ロンハー』や『アメトーーク』など一部の担当番組ではスタッフロール上"ゼネラルプロデューサー"と表記されていなかったが、2014年4月からは全ての担当番組で"ゼネラルプロデューサー"と表記されている。
2018年7月よりエグゼクティブプロデューサーに昇格。
2020年6月26日付で役員待遇に昇格。
2021年7月後半からは自身が担当する全ての番組において、小島健嗣Pまたは藤城剛Pをゼネラルプロデューサーに昇格させ、制作統括業務を分担する体制に移行している。

## 人物
とんねるずの大ファンであったり、関根勤のラジオ番組にも投稿をしていた元ハガキ職人でもある。大橋未歩アナウンサー（元テレビ東京）のファンでもあり、『雨上がり決死隊べしゃりブリンッ!』の『アメトーーク!とコラボレーーション』の回で『大橋アナ大好き芸人』が提案された時は「大好き」と発言している。
手法は、小学生のとき見ていた『THE MANZAI』（フジテレビ）に影響される。プロレスから「（起こっていることを的確に伝える）瞬発力、反射神経」を学んだと語り、それは演出・プロデューサーを務める『ロンドンハーツ』などのドッキリ企画で思わぬ方向に進んだときの迅速な判断、ジャッジする力に活かされているという。『ロンドンハーツ』は日本PTA全国協議会が選ぶ「子供に見せたくない番組」で連続して1位になっているが、加地は「逆に個性がないと1位になれませんから。2位とか3位が1番よくないと思います」と語っている。『アメトーーク!』を真似した番組が増えていることに、「流行に飛びつくばかりじゃなく、自ら考えていかないと業界が駄目になる」という危機感から苛立ちを感じると述べている。テレビ朝日で脅威に感じる若手スタッフはいないが、佐久間宣行（『ゴッドタン』（テレビ東京）のP/Dなどを担当）は気になるという。なお佐久間とは交友関係も持っており、佐久間曰く「尊敬する先輩です。お会いするとお笑いの話が沢山できるので飲みすぎてしまいます」と語っている。
スポーツ局からバラエティの編成制作局に異動した頃、スポーツ局時代に、取材するスポーツ選手にグイグイ話し掛けて距離を詰めて仲良くなっていった経験から、まだADで信頼関係も無いのに矢部浩之（ナインティナイン）に同じ感覚で接してしまい、矢部に「自分何でそんな話し掛けるん?」と言われてしまう。スポーツ局時代にやっていた事がバラエティでは通じない事を知り、そこから矢部に話し掛けず、以降は黙々と仕事をする様になる。後に番組でいじられるなどして矢部と仲良くなり、矢部・ディレクターになった加地・カメラマンの辻稔、当時加地と同じディレクターの朝倉健、もう1人のディレクターの5人の「矢部会」の初期メンバーとして、収録終わりに飲みに行ったりカラオケに行ったりと深い親交を持つ様になる。なお、岡村隆史（ナインティナイン）は人見知りである事を知っており、更に「話し掛けんな」オーラを出していたため、最初から話し掛けなかった。
自ら「ゼロから何かを生み出すクリエイターではない」と語る。後輩にはいつも「俺は、天才肌じゃない。秀才タイプで、ただ努力したらここまで来れた。だから、誰でも努力すればこれくらいにはなれる。ガンバレ」と言い聞かせている。また、「饅頭職人タイプ」であると例え、「ちゃんとやんないと気が済まないんです。それで儲けようとか、工場を広げていっぱい売ろうとかいう気はありません。視聴率を何%取ったということよりも、「今日、おもしろかった」「元気をもらいました」とBBSで書き込まれてるほうをどちらかというとめざしている気がします。」と『ほぼ日刊イトイ新聞』の糸井重里との対談の際に述べている。
オリコンは加地を「加地氏の制作スタンスを見ていると現在では数少ない“昭和のテレビ屋”の香りが漂ってくる。」と評している。ラリー遠田は加地が『アメトーーク!』において敢えて捨て企画を放送するところを「そこが彼の本当に恐ろしいところ。プロデューサーとして突き抜けてる。」と評している。
遠田はさらに、これらを番組戦略と捉え、捨て企画の放送について言及。加地の著書「たくらむ技術」でのプロ野球の例えを受け、監督としての落合博満の試合戦略になぞらえている。即ち、豊富な戦力で全ての試合を勝ちに行くがために逆にシーズンを落としてしまう長嶋茂雄に対し、落合はレギュラー選手以外が出場する捨て試合を挟み、息切れすることなくシーズンを勝ち取る。だが、番組制作者にとっては毎回の視聴率が命題であり、実際にこれを実行することは簡単ではないと言う。この手法は読売ジャイアンツに対する中日ドラゴンズの場合と同様で限られた予算の中、出演者のギャラにメリハリを付けることの必然から生まれたものでもある。著書の中で加地はプロ野球では3勝2敗ペースなら優勝ラインであるとし、捨て企画を新たな実験とも捉え番組の先細りを防いでいるという。
こうした中、加地の起用により飛躍した出演者も多く、「加地の起用」＝「売れる芸人」として、ヒット予測の取材も行われている。
『ビジネスジャーナル』はテレビ朝日による2012年度の時間帯視聴率2冠達成について取り上げ、フジテレビおよび日本テレビの低迷とテレ朝躍進の分析を行った。記事では過去の遺産を活かそうとするフジに対比させる形でテレ朝の新しい戦略を紹介し、そのキーパーソンとして、早河洋テレ朝会長とともに加地を挙げている。50歳を超えた現在でも番組の資金管理やキャスティングだけでなく、自ら演出や本来はADの業務であるカンペ出しまで担当することもあり、有吉弘行に「あの年でカンペ出しまでやるのは加地さんと藤井さん（テレビ朝日制作部長の藤井智久）と佐久間さん（佐久間宣行、元テレビ東京）位。」と謂わしめたという。小型の椅子に座りながらカンペを出しているが、これは腰痛の持病があるため。

## 担当番組

### 現在
レギュラー
- ロンドンハーツ（演出・エグゼクティブプロデューサー、以前はディレクター → CD → 演出・プロデューサー → 演出・GP）
- アメトーーク!（演出・エグゼクティブプロデューサー、以前は演出・プロデューサー → 演出・GP）
- テレビ千鳥（総合演出・エグゼクティブプロデューサー）
- 有吉クイズ（エグゼクティブプロデューサー）
- 見取り図じゃん（エグゼクティブプロデューサー）
- サクラミーツ（エグゼクティブプロデューサー）
- あのちゃんねる（エグゼクティブプロデューサー）
- ジャイキリダイアン（エグゼクティブプロデューサー）
- 夜明け前バラエティ トワライト（エグゼクティブプロデューサー）

月一回
- ホリケンのみんなともだち（エグゼクティブプロデューサー）

特番
- ホリケンふれあい旅 にんげんっていいな（総合演出・ゼネラルプロデューサー）
- 出川のWHY？（エグゼクティブプロデューサー）
  - 出川とWHYガール（ゼネラルプロデューサー）
- かまいたちの"ぶっつけ本番"グランプリ!（エグゼクティブプロデューサー）
- 秘密の教材 ドッキリ式学習塾（エグゼクティブプロデューサー）
- かまいたちの人生初めてグランプリ（エグゼクティブプロデューサー）
- ハラ×チョコ　バカしあいTV（エグゼクティブプロデューサー）
- アメトーーク×ロンハー×有吉クイズ×テレビ千鳥 4番組コラボSP（総合演出・エグゼクティブプロデューサー）
- オードリー春日のコスパ道（エグゼクティブプロデューサー）

### 過去
レギュラー
- スポーツフロンティア（AD）
- Q99（AD）
- ナイナイナ（ディレクター）
- リングの魂（プロデューサー・ディレクター）
- ワールドプロレスリング
- 極楽とんぼのとび蹴りゴッデス（プロデューサー）
- やべっちFC〜日本サッカー応援宣言〜（チーフディレクター）
- 落語者（ゼネラルプロデューサー）
- ゲストとゲスト（演出・プロデューサー）
- ショナイの話（ゼネラルプロデューサー）
- 坂上忍の成長マン!!（総合演出・ゼネラルプロデューサー）
- 333 トリオさん（ゼネラルプロデューサー）
- チェンジ3（ゼネラルプロデューサー）
- キタイチ
  - 世界カンペ旅（ゼネラルプロデューサー）
  - 妄萌がーる。（ゼネラルプロデューサー）
  - 千鳥のハンターおとも旅（ゼネラルプロデューサー）
  - 千鳥の東京路地裏大クセ探訪（ゼネラルプロデューサー）
  - 山里亮太のナナ目線（ゼネラルプロデューサー）
  - 日本伝えばなし（ゼネラルプロデューサー）
  - 19の夜（エグゼクティブプロデューサー）
- ※注 芸人調べ（ゼネラルプロデューサー）
- 霜降りバラエティ（エグゼクティブプロデューサー）
  - 霜降りバラエティX（エグゼクティブプロデューサー）
- イワクラと吉住の番組（エグゼクティブプロデューサー）
- ナイチン街レトロ（エグゼクティブプロデューサー）

特番
- リングの魂・橋本真也SP（演出・プロデューサー）
- 全日本大学駅伝対校選手権大会（1998年、総合演出）
- ミドル3（演出・プロデューサー）
- キレイ（仮）（演出・プロデューサー）
- 流行りモノ乗っかりバラエティ ザキヤマが来るーッ!!（演出・プロデューサー）
- もしもさんまさんだったら…?（演出・プロデューサー）
- 俺たちが司会者!（演出・プロデューサー）
- ジュニアとロンブー淳のラブ婚&ダメ婚SP!!（総合演出・ゼネラルプロデューサー）
  - 結婚できない司会者と嫁いる芸人たち
- 三村&有吉特番（演出・ゼネラルプロデューサー、以前は演出・プロデューサー）
- ゴン中山&ザキヤマのキリトルTV（企画、以前は監修兼任）
- 千鳥の路地裏探訪（ゼネラルプロデューサー）
- 小杉＆後藤のなんでやねん×なんでやねん（2012年10月6日、演出・プロデューサー）
- 小杉と後藤と取扱注意芸人たち（2013年4月5日、演出・プロデューサー）
- MONOテレビ（2013年6月14日、ゼネラルプロデューサー）
- 芸能界特技王 究極7（2013年9月6日、ゼネラルプロデューサー）
- 超豪華!一夜限り!! バラエティ司会者芸人 夢の共演スペシャル!!（2014年2月1日、演出・ゼネラルプロデューサー）
- 有吉ポンコツ隊（2014年4月11日、総合演出・ゼネラルプロデューサー）
- 原田泰造の川を行く男（2014年9月20日、ゼネラルプロデューサー）
- 穴をのぞくテレビ（2015年1月10日、ゼネラルプロデューサー）
- 男のロマン道場（2016年7月21日、ゼネラルプロデューサー）
- 世界むちゃブリ旅（2017年8月5日、ゼネラルプロデューサー）
- ダンス–1グランプリ（2018年10月13日、エグゼクティブプロデューサー）
- サンパチスター（2020年9月5日・12日、エグゼクティブプロデューサー）
- ハライチ×マッチング（2021年8月10日、エグゼクティブプロデューサー）
- 千鳥の芸人C-1グランプリ（2021年9月3日、総合演出・エグゼクティブプロデューサー）
- MEGUMIママのいるBar（2024年9月18・25日、エグゼクティブプロデューサー）

## 加地班
2021年7月以降は通常制作班のリーダーとなるゼネラルプロデューサーを2名擁しており、実質的に加地班の中に下部組織としての班が2班存在する体制となっている。
- 藤城剛（『ロンドンハーツ』ゼネラルプロデューサー・ディレクター、『関ジャム 完全燃SHOW』ゼネラルプロデューサー・演出、『有吉クイズ』『MEGUMIママのいるbar』ゼネラルプロデューサー・演出、以前は『333 トリオさん』などを担当）
- 安孫子みどり（『アメトーーク!』プロデューサー）
- 小島健嗣（『ロンドンハーツ』元ディレクター、『アメトーーク!』『テレビ千鳥』『霜降りバラエティ』『ホリケンのみんなともだち』『イワクラと吉住の番組』『内村プロデュース復活SP』ゼネラルプロデューサー）
- 尾形了（『ロンドンハーツ』元ディレクター、『アメトーーク!』プロデューサー・チーフディレクター）
- 蔵原聖二郎（『ロンドンハーツ』ディレクター『チェンジ3』PD、以前は『ショナイの話』などを担当）
- 別府義崇（『アメトーーク!』『三村&有吉特番』ディレクター）
- 山本雅一（『テレビ千鳥』PD、『霜降りバラエティ』演出・P）
- 小澤将（『有吉クイズ』PD、『内村プロデュース復活SP』演出・P、『テレビ千鳥』ディレクター）
- 河野貴文（『アメトーーク！』ディレクター）
- 村越一輝（『有吉クイズ』ディレクター、『オードリー春日のコスパ道』PD、以前は技術局付テイクシステムズ兼務カメラマンを担当）
- 小山テリハ（『ロンドンハーツ』AP、『あのちゃんねる』『イワクラと吉住の番組』PD、『霜降りバラエティ』プロデューサー）
- 渡邊桃子（『アメトーーク!』ディレクター）
- 小野晋太郎（『ロンドンハーツ』プロデューサー、『見取り図じゃん』PD）
- 秋谷祥加（『ロンドンハーツ』『内村プロデュース復活SP』AP、『サクラミーツ』ディレクター、以前は元編成部）

過去
- 山岡重樹（『ロンドンハーツ』『テレビ千鳥』元プロデューサー、以前は『333 トリオさん』などを担当）
- 朝倉健（『ロンドンハーツ』元チーフディレクター、現在はテレビ朝日を退社し独立）
- 山田俊介（『坂上忍の成長マン!!』ディレクター、後の樋口圭介→現在は久保信広班で『橋下×羽鳥の番組』『Qさま!!』などを担当）

## 出演

### ラジオ番組
- 水曜JUNK 雨上がり決死隊べしゃりブリンッ!（2007年6月20日・2008年6月19日・2009年6月17日、TBSラジオ）

『雨上がり決死隊のトーク番組 アメトーーク!』とのコラボレーションと番組宣伝の為出演
- 佐久間宣行のオールナイトニッポン0(ZERO)（2019年5月29日、ニッポン放送）

### テレビ番組
- めちゃ×2イケてるッ!（2011年2月26日、フジテレビ）

他局ながら同番組のSPに出演。岡村隆史と共に矢部浩之（共にナインティナイン）の彼女のカレーライスを食べた。

## 連載
- ロンドンハーツ・スクープスコープ（B.L.T.）

## 著書
- 加地倫三 編『たくらむ技術（新潮新書）』新潮社、2012年12月。